# امض لأمرك (فلم)
امضِ لأمرك هو فيلم كوميدي رومانسي من إخراج دينيس دوغان، وبطولة آدم ساندلر وجينيفر أنيستون. صدر الفيلم في 11 فبراير، 2011. ويستند الفيلم على قصة فيلم زهرة الصبار إنتاج 1969،

## وصلات خارجية
- جست جو وذ إت على موقع IMDb (الإنجليزية)
- جست جو وذ إت على موقع ميتاكريتيك (الإنجليزية)
- جست جو وذ إت على موقع الموسوعة البريطانية (الإنجليزية)
- جست جو وذ إت على موقع روتن توميتوز (الإنجليزية)
- جست جو وذ إت على موقع نتفليكس (الإنجليزية)
- جست جو وذ إت على موقع قاعدة بيانات الأفلام العربية
- جست جو وذ إت على موقع ألو سيني (الفرنسية)
- جست جو وذ إت على موقع Turner Classic Movies (الإنجليزية)
- جست جو وذ إت على موقع أول موفي (الإنجليزية)
- جست جو وذ إت على موقع بوكس أوفيس موجو (الإنجليزية)